# Malville
Malville (bret. Kerwall) – miejscowość i gmina we Francji, w regionie Kraj Loary, w departamencie Loara Atlantycka.
Według danych na rok 2010 gminę zamieszkiwało 3161 osób, a gęstość zaludnienia wynosiła 101 osób/km².